# 神经性适应

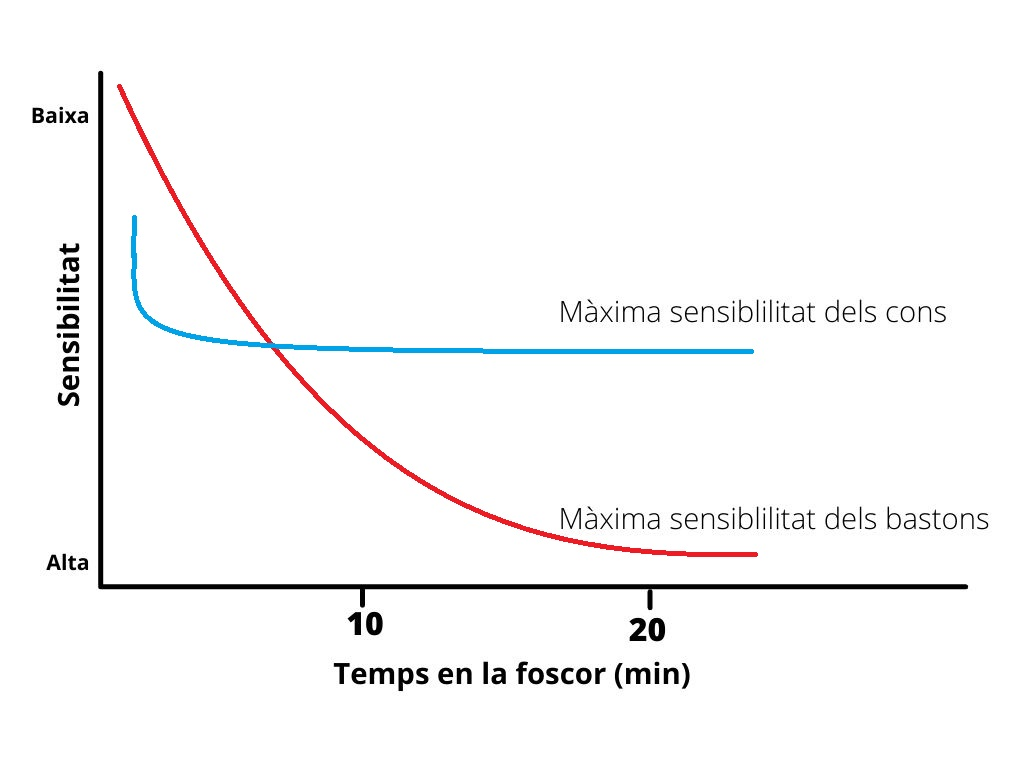
视锥细胞和视杆细胞对黑暗的适应曲线

神经性适应 或者 感觉适应 是感觉系统的反应在给与一个持续的心理物理刺激之后出现的感觉改变现象。在这个过程中通常能够感觉到刺激的变化。 举个例子， 如果一个人把他的手放在桌面上， 他马上就能够通过他的皮肤感觉到这个桌面的存在。但是经过几秒以后，他对这个桌面的感觉会慢慢消失。感觉神经元对这张桌面的反应会在接触桌面的时刻立即出现，随着时间的延长，它们的反应会慢慢消失，这个过程就叫做神经性适应或者感觉适应。

## 力量训练
有研究表明，在经过一定的力量训练之后，就会出现神经性适应现象。被试者在不增加肌肉量的情况下增加自己的力量。使用肌电图(SEMG) 技术记录肌肉表面的电活动， 发现早期训练时力量的增加，与肌电活动的增加有关。这些发现与相关的理论解释了在肌肉量不增加的情况下力量增加的原因。一些其他有关力量增加的理论涉及到神经性适应的有：主动-拮抗肌降低了共激活现象，运动神经元的同步化，还有运动神经元发放率的增加。 
神经性适应对于 V-波 的改变和 霍夫曼反射 非常重要。霍夫曼反射可以用来评估脊髓 α-运动神经元的兴奋性， 而 V-波可以用来测量从 α-运动神经元的输出电活动的幅度。有研究表明在经过 14 周的阻力训练之后，被试者的 V-波幅度增加了大约 50%， 霍夫曼反射幅度增加了大约 20%。这表明，人类有关运动的神经性适应是脊髓中的神经环路的功能发生了变化，并没有涉及运动皮层组织结构的改变。